# Стірлінг Мосс
Сер Стірлінг Крофард Мосс, OBE (англ. Sir Stirling Craufurd Moss; 17 вересня 1929, Лондон — 12 квітня 2020) — британський автогонщик, з 1951 по 1961 рік пілот Формули-1, переможець «Targa Florio» 1955, пілот «24 годин Ле-Мана». У Формулі-1 вважається самим нещасливим пілотом в її історії: він часто боровся за чемпіонський титул, але чемпіоном так і не став (з 1955 по 1958 незмінно ставав другим, з 1959 по 1961 ставав третім у загальному заліку). Він здобув 16 перемог за кермом Mercedes, Maserati, Vanwall, Cooper і Lotus.

## Біографія
Мосс народився в Лондоні. Син Альфреда Мосса, зубного лікаря з Брей, Беркшира та Ейлін (Крейфурд). Його батько був гонщиком-любителем, який став 16-м на 1924 році в Індіанаполісі 500. Ейлін Мосс також брала участь у автоспорті. Стірлінг був обдарованим вершником, як і його молодша сестра Пат Мосс, яка стала успішним водієм ралі і одружилася з Еріком Карлссоном.

### Перші виступи та дебют уФормулі-1(1947—1954)
Спортивна кар'єра Стірлінга Мосса почалася в 1947 році. Його першим автомобілем BMW 328. Перший серйозний успіх Мосса в автоспорті відбувся в 1950: він виграв Tourist Trophy на Jaguar XK120.
В 1951 році відбувся дебют Стірлінга Мосса у Формулі-1 і в гонках «24 години Ле-Мана». Британець взяв участь у Гран-прі Швейцарії, першому етапі сезону 1951 Формули-1, в складі команди HWM. Мосс стартував 14-м, а фінішував 8-м (на останньому колі у нього скінчилося пальне). У "24 годинах Ле-Мана 1951 Стірлінг Мосс виступав на своєму власному Jaguar XK120 разом з Джеком Фейрменом . Через проблеми з тиском масла пілоти не змогли завершити гонку. В трьох наступних гонках "24 години Ле-Мана« (1952 , 1953 , 1954 ) Стірлінг Мосс виступав за заводську команду Jaguar разом з Пітером Вокером. У 24 годинах Ле-Мана 1953  він посів друге місце.
У ці роки Мосс виступав у Формулі-1 за різні команди — HWM, ERA, Connaught, Cooper. Найталановитішим пілотом цікавилася команда Mercedes, але керівник команди Альфред Нойбауер визнав Стірлінга недостатньо досвідченим і готовим до виступів за Mercedes. І в 1954 Мосс купив Maserati 250F, за кермом якої зайняв 3 місце на Гран-прі Бельгії. Це були перші очки Стірлінга Мосса у Формулі-1, який також набрав 1/7 очки на Гран-прі Великої Британії за кращий час кола, розділене з шістьма іншими пілотами. Мосс провів три гонки за заводську команду Maserati, але у всіх них зійшов з дистанції з технічних причин.

### Розквіт кар'єри у Формулі-1 (1955-1958)
У 1955 Стірлінг Мосс підписав контракт з командою Mercedes. Серед його партнерів був Хуан-Мануель Фанхіо. У своїй першій гонці за Mercedes, Гран-прі Аргентини, Мосс посів четверте місце, взявши по ходу гонки автомобіль Ханса Херманна. Мосс посів друге місце на Гран-прі Бельгії і Нідерландів, які виграв Фанхіо. А на Гран-прі Великої Британії Мосс здобув свою першу перемогу в кар'єрі. При цьому Фанхіо пропустив Мосса вперед, давши йому можливість виграти на домашньому Гран-прі. За це Мосс попросив увінчати Фанхіо, як переможця, лавровим вінком. У загальному заліку сезону 1955 Мосс став другим. Крім цього, він виграв Mille Miglia і Targa Florio.
Однак після тріумфального сезону в Формулі-1 команда Mercedes пішла з автоспорту. Це було пов'язано з трагедією в 24 годинах Ле-Мана 1955  — розбився П'єр Левег. Стірлінг Мосс перейшов у Maserati. У 1956 Мосс був одним з претендентів на чемпіонський титул, здобув дві перемоги і ще двічі прийшов на подіум. Але він часто не доїжджав до фінішу через ненадійність машини, і знову став чемпіоном Фанхіо, а Мосс знову став другим. Крім того, він став другим у гонці 24 години Ле-Мана, а в сумі за рік здобув 16 гоночних перемог.
У 1957 Мосс після невдачі на Гран-прі Аргентини перейшов в команду Vanwall. У новій команді він здобув три перемоги (перемогу у Великій Британії розділив з Тоні Бруксом), що дозволило йому стати в чемпіонаті другим в третій раз поспіль. А в 1958 Мосс став дійсним претендентом на титул. Гонщик розпочав сезон з перемоги на скромному Cooper і провів всю решту Гран-прі за Vanwall. Однак Мосса знову часто підводила техніка, і чемпіоном став Майк Хоторн. Мосс у четвертий раз поспіль став другим, а його команда здобула Кубок конструкторів. Але після закінчення сезону Vanwall пішов з Формули-1 внаслідок загибелі Стюарта Льюїса-Еванса.

### Останні сезони уФормулі-1(1959-1961)
У 1959 сезоні Стірлінг Мосс виступав за Cooper (команда RRC Walker Racing Team ), а також провів дві гонки за кермом BRM P25. Пілот чотири рази стартував з поула, але виграв лише двічі. У загальному заліку Мосс став третім. Два своїх останніх сезону у Формулі-1, 1960 і 1961, Стірлінг Мосс провів у команді Роба Уокера, виступаючи за кермом Cooper і потім, у більшої частини перегонів, за кермом Lotus. Сезон 1960 Формули-1 спочатку складався для Стірлінга Мосса вдало: він зайняв 3 місце в Аргентині і переміг в Монако. Однак потім пішли травма в Бельгії і дискваліфікація в Португалії. Мосс не зміг боротися за чемпіонство, але вдруге поспіль зайняв 3 місце в загальному заліку завдяки красивій перемозі на Гран-прі США. Обидві перемоги Мосса в сезоні були здобуті за кермом Cooper.
Стірлінг Мосс почав свій останній сезон Формули-1 з перемоги на Гран-прі Монако. Це була перша перемога Lotus у Формулі-1. У рік домінації Scuderia Ferrari, коли перші два місця в чемпіонаті пілотів зайняли Філ Хілл і Вольфганг фон Тріпс, Мосс став „кращим з інших“, а на Гран-прі Німеччини здобув свою останню перемогу у Формулі-1, під дощем обігнавши фон Тріпса і Філа Хілла.

### Відхід з автоспорту (1962)
У 1962 перемоги Стірлінга Мосса тривали. На самому початку року він виграв ряд гонок в Австралії і Новій Зеландії, а після повернення до Великої Британії став сьомим в Lombank Trophy. Згодом він, вирушаючи в Гудвуд, потрапив в аварію і отримав серйозні травми. Відновлення було дуже довгим, і після цього Мосс припинив свою спортивну кар'єру.

### Після завершення кар'єри
Після відходу з автоспорту Мосс займався бізнесом, а в кінці 1970-х брав участь у перегонах автомобілів своєї епохи. У 2000 році, будучи президентом британської Асоціації класичного ралі» (англ. "The Classic Rally Association"), він організував автопробіг на ретро-автомобілях «Навколо світу за 80 днів» У тому ж році Стірлінг Мосс здобув титул лицаря, ставши кавалером Ордена Британської імперії.
На початку березня 2010 року 80-річний Мосс отримав важкі травми в результаті нещасного випадку. У своєму будинку він впав у ліфтову шахту, коли двері ліфта відкрилися, але внаслідок збою в роботі техніки кабіна у цей момент знаходилась поверхом вище. Внутрішні органи не були пошкоджені, і життя Мосса залишилося поза небезпекою. Мосс досить швидко оговтався від травм і вже 11 липня, на подіумі Гран-прі Великої Британії, вручав приз за 2-е місце своєму співвітчизникові Льюїсу Хемілтону.
Стірлінг Мосс помер 12 квітня 2020 року у власному домі в Лондоні у віці 90 років.